# Saint-Gand
Saint-Gand é uma comuna francesa na região administrativa de Borgonha-Franco-Condado, no departamento de Alto Sona. Estende-se por uma área de 15,83 km². Em 2010 a comuna tinha 143 habitantes (densidade: 9 hab./km²).